# Normandský skot
Normandský skot je plemeno skotu s kombinovanou, maso-mléčnou užitkovostí, pocházející z Francie. Důraz je kladen na mléčnou užitkovost, mléko normandského skotu je bohaté na tuky a bílkoviny a je vhodné k výrobě sýrů. Celkem jsou na světě chovány dva miliony kusů, nejvíce v západní Francii. Počet chovaných kusů se ale snižuje a v roce 2003 se normandský skot podílel na celkovém stavu dojeného skotu ve Francii jen z 10 %.

## Historie plemene
Počátek plemene se odvozuje od krav přivezených do Normandie Vikingy v 9. a 10. století. V 19. století došlo k rozšíření plemene směrem na jih a bylo přikříženo plemeno anglický krátkorohý skot. Plemenná kniha byla založena v roce 1883 a od roku 1946 jsou všechny krávy normandského skotu zařazeny v kontrole užitkovosti.

## Charakteristika
Jedná se o skot většího tělesného rámce. Zbarvení je živě strakaté, zčásti plášťové, nápadná je tříbarevnost, barevné plochy nejsou jednolitě hnědé, ale žíhané, středně až tmavě hnědé. Hlava je bílá, oči tmavě obroubeny. Zvířata jsou rohatá. Krávy jsou plodné, se snadnými porody. Normandský skot dobře zhodnocuje objemné krmivo.
Šlechtění má za cíl dosáhnout užitkovosti prvotelek 5000–6000 kg mléka za laktaci, u krav na druhé a další laktaci 6000–7000 kg mléka, s obsahem bílkovin nejméně 3,6 % a s obsahem tuku 4,1–4,2 %. V roce 2005–2006 byla podle kontroly užitkovosti v českých chovech normandského skotu průměrná mléčná užitkovost 5546 litrů mléka za 299 dnů, s obsahem 3,79 % bílkovin a 4,22 % mléčného tuku. Plemeno je použitelné též k produkci kojných krav, kdy množství mléka od jedné krávy postačí k odchovu tří telat.
Co se masné užitkovosti týče, maso normandského skotu je jemně mramorované a na francouzském trhu zvláště ceněné, označované speciální etiketou. Denní přírůstek ve výkrmu býků by měl být 1300 g a vyšší a jatečná výtěžnost se ideálně pohybuje mezi 59–60 %. Normandský skot je dlouhověký, krávy by měly být v chovu využity aspoň pět laktací.
Normandský skot má klidnou povahu a skvěle využívá pastevních porostů, nesnáší ale vazné ustájení, nedosahuje dobrých výsledků v celobetonových stájích a dojnice během stání na sucho mají tendenci k tučnění s následujícím rozvojem ketóz po porodu.